# Raukura Hetet
Raukura Te Aroha «Bubs» Hetet (Tokaanu, 21 de junio de 1940–Auckland, 3 de septiembre de 1993) fue una militar y empresaria neozelandesa que cofundó el KG Club en 1972, el primer bar de lesbianas de Nueva Zelanda. Era lesbiana y se identificaba como «kamp».

## Trayectoria
Nació el 21 de junio de 1940 en Tokaanu, hija de Ririana Te Rewha Smallman y Charles Wilson Pekapeka Hetet. Era de ascendencia Ngāti Tūwharetoa y Ngāti Maniapoto. Tenía tres hermanos mayores y dos hermanas menores. Su padre trabajaba para el Departamento de Obras Públicas y, la familia se mudó con frecuencia durante su infancia. Asistió a la Escuela Maorí para Niñas Reina Victoria y a la Escuela Secundaria Te Kuiti.
Dejó la escuela y realizó una serie de trabajos ocasionales, que incluían trabajos agrícolas, en huertos y en hoteles. Luego consiguió un trabajo en la Oficina de Correos de Nueva Zelanda en Tokaanu, y más tarde, se unió a la Real Fuerza Aérea Femenina de Nueva Zelanda, trabajando como conductora. En 1968 fue dada de baja honorablemente de la fuerza aérea. Se ha especulado que su baja de la Real Fuerza Aérea Femenina de Nueva Zelanda y la recomendación de no volver a alistarse se debieron a su sexualidad. Otras mujeres lesbianas dentro de la fuerza aérea habían sido dadas de baja deshonrosamente.
Luego se mudó a Auckland y trabajó como supervisora en la Oficina de Correos. Se introdujo en la escena "kamp" de Auckland en 1961, cuando visitó el Ca d'Oro Coffee Lounge, un lugar de encuentro para la comunidad queer de la época. Durante esta visita, se vio involucrada en un altercado donde varias personas la confundieron con un hombre gay, lo que dio lugar a una pelea y se llamó a la policía, tuvo repercusión mediática y fue documentado en el periódico local NZ Truth, por lo que temió perder su trabajo. Estuvo involucrada en otro incidente en 1962, cuando el marido de una mujer con la que salió, escribió a la Oficina de Correos donde trabajaba detallando la relación y cuestionando su carácter. La Oficina de Correos inició una investigación, pero posteriormente fue desestimada.
En 1970, compró una casa en el suburbio de Ponsonby, en Auckland. Durante su estancia en esta ciudad, participó activamente en la escena "kamp" y organizó eventos para la comunidad queer. En 1972, cofundó el KG Club, que tenía como objetivo proporcionar un espacio de reunión para la comunidad lesbiana de Auckland. A pesar de ser cofundadora, no estaba de acuerdo con la cultura excluyente del KG Club promovida por algunas de sus patrocinadoras, ya que le impedía invitar a sus amigas queer que no eran mujeres cisgénero.
Posteriormente, en 1990 se mudó a Turangi, donde continuó trabajando para Oficina de Correos, compró un restaurante en Te Kūiti y estuvo cuidando de su madre. Regresó a Auckland después de la muerte de su madre en 1992, año en el que, le diagnosticaron cáncer de pulmón. Murió el 3 de septiembre de 1993, a los 53 años.